# Oecomys cleberi
Oecomys cleberi is een zoogdier uit de familie van de Cricetidae. De wetenschappelijke naam van de soort werd voor het eerst geldig gepubliceerd door Locks in 1981.